# 管理主義
管理主義（英語：Managerialism）是一種由管理者對管理的理解而衍生出來的意識形態和對內的管理方法，能夠適用於不同的群體，包括社會，企業和學校等等。舉例而言，學者 Thomas  Diefenbach 就將管理主義和階級關係連結，用作分析社會學的概念。
一般而言，管理主義被視為是意識型態、管理和企業擴張的總和。

## 教育上的管理主義
在學校教育中是指漠視學生的個別差異，以方便管理為首要考量的態度和方法。
管理主義的教育講究對權威的服從，因為學生愈是服從，管理起來愈是方便。
「要做乖小孩」、「服從為負責之本」等格言皆能代表管理主義的規訓。
由於管理主義能增加學生的一致性和集體性，使他們服從權威，故在威權體制教育中，管理主義是很普遍的。
管理主義在軍事訓練和其他紀律嚴明的訓練中被視為合理且必要的。

## 企業上的管理主義
管理主義 是指管理者經常被視為是企業內的重要角色。
在企業中，管理主義者會相信任用一個明智的管理者/管治者會為該企業帶來效率上的進步；同時相信管理學的知識是最能夠決定企業發展的知識。
一個專業的員工只需要執行管理者的命令和思想，則能夠帶來最大的效益。
在這種環境下，即使一個員工對該工作有多精通，也不會被視為是專家；繼而失去專業自主權。
換言之，他們的意見往往不會被考慮。

## 批評
在中小學教育中，管理主義的正當性飽受懷疑。在人本心理學、自主學習和批判教育學中，指出管理主義的教育有害於學生的自我實現，並會扼殺學生的創造力。
批評者認為，管理主義的教育雖然方便，但並非以學生為主體，並且會在教育的過程中異化學生和參與教師，違反教育的目的。

## 替代
民主學校和多數另類學校捨棄掉管理主義，而以生活公約和生活法庭來維持秩序。而許多國家也在改革威權體制教育，或多或少地拿掉管理主義，而以各種引導的方法、情境設計和較人性的班級經營取代。